# 釈迦ヶ岳 (鈴鹿)
釈迦ヶ岳（しゃかがたけ）は、三重県三重郡菰野町と滋賀県東近江市の境界にある標高1,092mの山。鈴鹿山脈のほぼ中央部に位置する。南側には、国見岳などを挟んで、日本二百名山の御在所岳（御在所山）がある。

## 概要
鈴鹿セブンマウンテンの一つである。また、東近江市が市政10周年を記念して2015年（平成27年）9月に選定した鈴鹿10座の一座でもある。
この山の名前の由来は、釈迦の寝姿に似ているところによる。古生層の花崗岩の山である。
山麓には朝明渓谷（あさけけいこく）があり、尾高山周辺に三重県民の森が広がる。
鈴鹿国定公園内にある。庵座谷（あんざたに）の登山ルートには、落差40mの庵座ノ滝がある。

## 登山道
南側の朝明ヒュッテを基点とするルートが一般的である。
三重県側は崩壊が激しいので、ガレ場などの通行は注意が必要である。
- 松尾尾根ルート
- 中尾根ルート（新道）[3]
- 庵座谷ルート
- 羽鳥峰ルート
- 尾高山ルート

北側の八風渓谷から八風中峠を経て山頂に達するルートもある。

## 地理

### 周辺の山

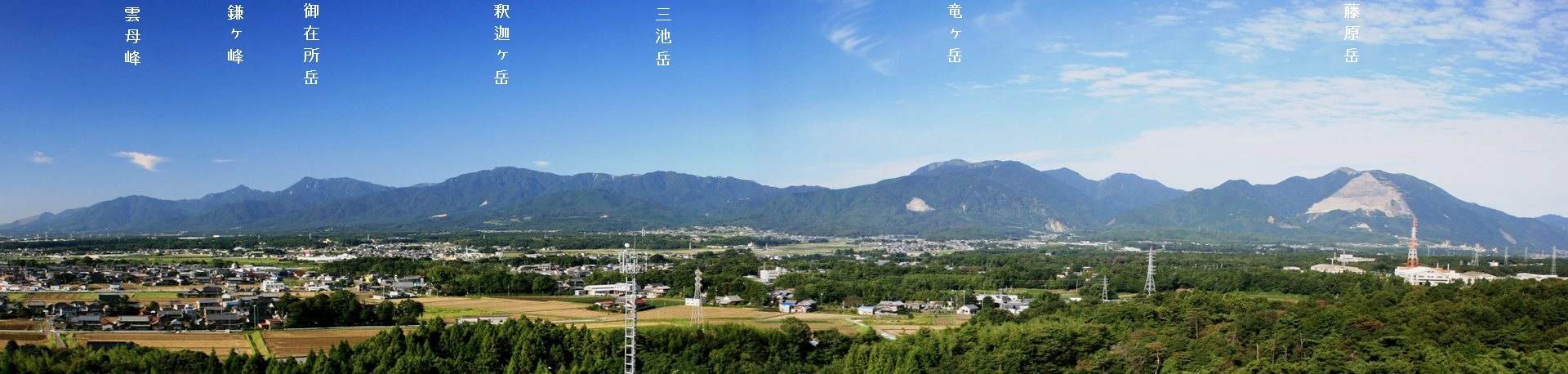
いなべ市から望む釈迦ヶ岳周辺の山

| 山容 | 名称     | 標高 (m) | 三角点等級 基準点名              | 釈迦ヶ岳からの 方角と距離(km) | 備考         |
| ---- | -------- | -------- | -------------------------------- | ----------------------------- | ------------ |
|      | 竜ヶ岳   | 1,099.26 | 二等 「竜ケ岳」                  | 北 6.0                        |              |
|      | 三池岳   | 971.46   | 三等 「八風峠」                  | 北 2.2                        |              |
|      | 釈迦ヶ岳 | 1,091.89 | 三等 「釈迦ヶ岳」                | 0                             |              |
|      | 羽鳥峰   | 860      |                                  | 南西 1.8                      |              |
|      | 尾高山   | 533      |                                  | 東 2.4                        |              |
|      | 金山     | 906      |                                  | 南西 2.8                      |              |
|      | 水晶岳   | 954.11   | 三等 「千草越」                  | 南西 3.6                      |              |
|      | 国見岳   | 1,170    |                                  | 南 4.7                        | (標高未確定) |
|      | 御在所岳 | 1,212    | （一等）「御在所山」 (1209.37 m) | 南 5.4                        | 日本二百名山 |

### 源流の河川
源流となる以下の河川は、伊勢湾と琵琶湖へ流れる。
- 朝明川
- 田光川（朝明川の支流）
- 神崎川（愛知川の支流）